# Sierra de las Minas
La sierra de las Minas es una cordillera situada en el noreste de Guatemala que atraviesa los departamentos de Baja Verapaz, Alta Verapaz, El Progreso, Zacapa, e Izabal.
Es de orientación oeste-este con una longitud de 130 km y una anchura entre 15 y 30 km. En su vertiente norte está delimitada por el río Polochic y en el sur por el río Motagua. Al oeste, el valle del río Salamá la separa de la sierra de Chuacús y en el este está delimitada por el lago de Izabal. Su cumbre más elevada es el cerro Raxón con una altitud de 3015 m s. n. m.
La cordillera tiene diferentes tipos de hábitat, incluyendo la reserva de bosque nuboso más extensa de Centroamérica. La mayor parte de la cordillera ha sido declarado Reserva de la biosfera en el año 1990 y aceptada por la UNESCO en 1992.

### Fauna
La reserva tiene 885 especies, alrededor del 70% de todas las especies que se encuentran en Guatemala y Belice, incluidas aves amenazadas como el resplandeciente quetzal (Pharomachrus mocinno), el águila arpía (Harpia harpyja) y la pava cornuda (Oreophasis derbianus).
Los felinos con una presencia significativa son el jaguar (Panthera onca), el puma (Felis concolor), la onza (Puma yagouaroundi), el ocelote (Leopardus pardalis) y el tigrillo (Leopardus wiedii).
Otros mamíferos en la reserva incluyen el corcel rojo (Mazama americana), el aullador negro guatemalteco (Alouatta pigra) y el tapir de Baird (Tapirus bairdii).

### Reservas de Jade
La zona sur de la Sierra de las Minas también es conocida por sus ricos yacimientos de jadeíta (una de las dos formas de jade), mármol, serpentina y otros minerales. Depósitos de jadeíta más pequeños han sido redescubiertos esporádicamente en los últimos 50 años desarrollándose actividades mineras en el área lo cual explica el origen del nombre de la sierra, pero no fue hasta 1998 que se identificó una fuente importante mayor de jadeíta.
La jadeíta se encuentra en todo el mundo, en países como Myanmar, Nueva Zelanda, Kazajistán, Rusia, Columbia Británica, Estados Unidos y Turkestán. La otra forma, nefrita, es mucho más común, pero de mucho menos valor. La jadeíta azul tiene una estructura similar a los diferentes colores de la jadeíta; son los oligoelementos que se encuentran en los minerales los que contribuyen a su color. Se sabe que la jadeíta azul, por ejemplo, tiene trazas de titanio y hierro. En un momento se pensó que los artefactos de jadeíta y nefrita encontrados en el Nuevo Mundo provenían de Asia.

### Características topológicas
Debido a la topografía y diversidad de asociaciones vegetales en la Reserva de la Biosfera Sierra de las Minas, existen lugares de gran belleza escénica como El Salto de Chilascó, que es una de las cascadas más altas de Centroamérica, con una altura de más de 130 metros, ubicada en la comunidad de Santa Cruz, Chilascó, Salamá, Baja Verapaz. Otro sitio de gran belleza y uno de los más visitados de la Reserva es la Piedra del Ángel, ubicada en la comunidad de Los Albores, la cual está rodeada de bosque nuboso y se encuentra a una altitud de 2.400 metros. En este sitio se puede observar fauna como el quetzal, el guajolote y otros grandes mamíferos, además de ser un espectáculo paisajista único.

## Curiosidades

### Civilizaciones Precolombinas
La región de la Sierra de Las minas, junto con el valle del río Motagua, fue utilizada por civilizaciones precolombinas más antiguas como la olmeca y la maya como fuente de jadeíta. La jadeíta se utilizó para diferentes propósitos, como objetos rituales y adornos. Debido a su ubicación entre México y América Central, los mayas se convirtieron en una influencia importante en el comercio mesoamericano. La jadeíta se convirtió en una exportación importante para los mayas, junto con la serpentina, la sal y el cacao. Se suponía que estas culturas acumularon todo su jade del valle del río Motagua, la única fuente conocida de jadeíta en ese momento, en el centro de Guatemala, cerca de El Portón. 

### Mapa en relieve de Guatemala

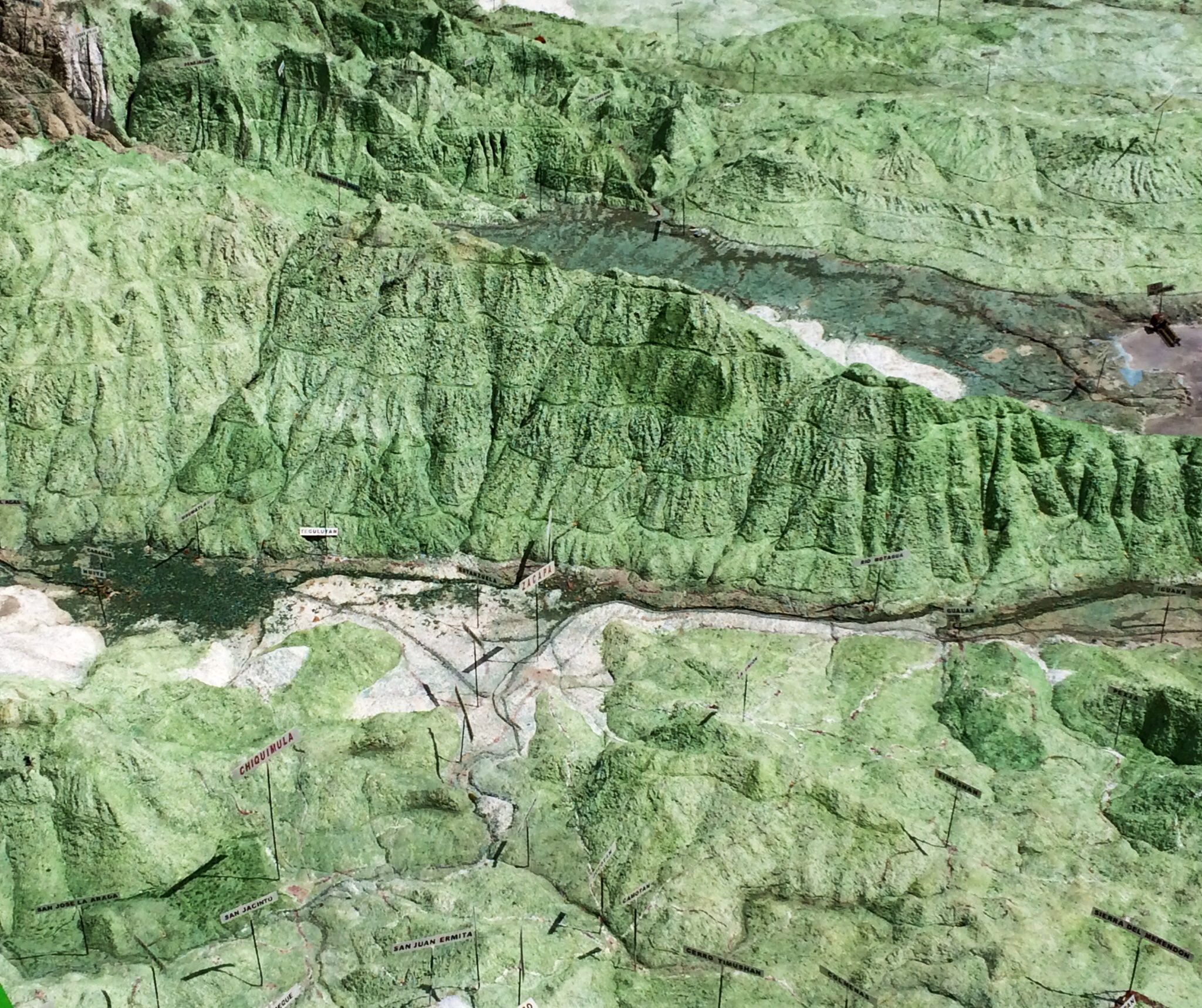
Sierra de las Minas en el Mapa en Relieve de Guatemala.
Se pueden apreciar los ríos Polochic y Motagua.
Museo Municipal del Mapa en Relieve, zona 2. Ciudad de Guatemala.

En 1905, durante el gobierno del licenciado Manuel Estrada Cabrera y a solicitud de este, el teniente coronel e ingeniero Francisco Vela construyó en el Hipódromo del Norte de la Ciudad de Guatemala el Mapa en Relieve del país; en el mapa, la Sierra de las Minas se presenta con toda claridad, y se pueden ver los ríos Polochic y Motagua que corren al Norte y al Sur ella, respectivamente.